# Советское (Ысык-Атинский район)
Советское (кирг. Совет) — село в Ысык-Атинском районе Чуйской области Кыргызстана. Входит в состав Сын-Ташского айылного аймака.

## География
Село расположено на севере центральной части области, к западу от реки Кегаты, на расстоянии приблизительно 27 километров (по прямой) к юго-востоку от города Кант, административного центра района.

## Население
Согласно оценочным данным Национального статистического комитета Кыргызской Республики, численность населения села на начало 2023 года составляла 1264 человека.
| год     | 2009 | 2014 | 2015 | 2020 | 2021 | 2023 |
| ------- | ---- | ---- | ---- | ---- | ---- | ---- |
| человек | 973  | 1320 | 1214 | 1222 | 1238 | 1264 |